# Karlstjärnen, Lappland
Karlstjärnen är en sjö i Sorsele kommun i Lappland och ingår i Umeälvens huvudavrinningsområde. Sjön har en area på 0,0756 kvadratkilometer och ligger 324,2 meter över havet.

## Delavrinningsområde
Karlstjärnen ingår i det delavrinningsområde (723569-160013) som SMHI kallar för Mynnar i 723425-159830. Medelhöjden är 338 meter över havet och ytan är 8,73 kvadratkilometer. Det finns inga avrinningsområden uppströms utan avrinningsområdet är högsta punkten. Vattendraget som avvattnar avrinningsområdet har biflödesordning 5, vilket innebär att vattnet flödar genom totalt 5 vattendrag innan det når havet efter 255 kilometer. Avrinningsområdet består mestadels av skog (58 procent) och sankmarker (35 procent). Avrinningsområdet har 0,37 kvadratkilometer vattenytor vilket ger det en sjöprocent på 4,2 procent.